# Kerċem
Kerċem [ˈkɛrt͡ʃɛm] (offiziell: Ta' Kerċem, englisch: Kerchem) ist eine Gemeinde im westlichen Teil der Insel Gozo der Republik Malta. Sie hat 1822 Einwohner (Stand 31. Dezember 2020).

## Lage
Der Ort liegt zwei Kilometer westlich von Gozos Hauptstadt Victoria. Weiterhin grenzen an Kerċem im Westen San Lawrenz, im Nordwesten Għarb, im Norden Għasri, im Südosten Fontana und im Süden Munxar. Im Südwesten grenzt die Gemeinde ans Mittelmeer.

## Geschichte
Archäologische Funde zeigen, dass die Gegend von Kerċem schon 5000–4500 v. Chr. besiedelt war. Weitere Funde zeugen von römischen Bädern und einem frühchristlichen Friedhof – beides nicht öffentlich zugänglich. Im Mittelalter entwickelte sich der Ort zu einer Gemeinde rund um eine Kapelle zu Ehren von Gregor dem Großen. Auch die Pfarrkirche von 1851, in den Jahren 1906–1910 erweitert, ist Gregor dem Großen geweiht.

## Partnerschaft
Seit 2003 ist die italienische Stadt Orvieto Partnerstadt von Kerċem.